# Lepina
Pour l'espèce de Star Wars, voir lepi.
Lepina en serbe latin et Lepi en albanais (en serbe cyrillique : Лепина) est une localité du Kosovo située dans la commune/municipalité de Lipjan/Lipljan, district de Pristina (Kosovo) ou district de Kosovo (Serbie). Selon le recensement kosovar de 2011, elle compte 278 habitants.
Selon le découpage administratif kosovar, elle fait partie de la commune/municipalité de Gračanica/Graçanicë.

## Démographie

### Évolution historique de la population dans la localité
| 1948 | 1953 | 1961 | 1971 | 1981 | 1991 | 2011 |
| ---- | ---- | ---- | ---- | ---- | ---- | ---- |
| 343  | 413  | 453  | 425  | 455  | 498  | 278  |

|  |

### Répartition de la population par nationalités (2011)
En 2011, les Serbes représentaient 83,81 % de la population et les Albanais 11,87 %.